# Вілле Перхеля
Франс Вільгельм «Вілле» Перхеля (фін. Frans Wilhelm "Ville" Pörhölä; нар. 24 грудня 1897 — пом. 28 листопада 1964) — фінський легкоатлет, який спеціалізувався в штовханні ядра, метанні диска та метанні молота.

## Кар'єра
Олімпійський чемпіон зі штовхання ядра (1920). Учасник змагань зі штовхання ядра на Іграх-1924 (7-е місце).
Срібний олімпійський призер з метання молота (1932). Учасник змагань з метання молота на Іграх-1936 (11-е місце).
Учасник змагань з метання диска та метання ваги на Іграх-1920 — 8-е та 10-е місця відповідно.
Перший в історії чемпіон Європи з метання молота (1934).
За кар'єру 8 разів ставав чемпіоном Фінляндії:
- метання молота (1929, 1930, 1931, 1934, 1935);
- штовхання ядра (1922);
- штовхання ядра за сумою спроб з обох рук (1922);
- потрійний стрибок з місця (1922).

Чемпіон Великої Британії зі штовхання ядра (1922).
По завершенні змагальної кар'єри працював у лісозаготівельному бізнесі, а пізніше — очолював Федерації спорту Лапландії.